# Come into My Life
«Come into My Life» —en español: «Entra en mi vida»— es una canción grabada en 1988 a dúo entre los cantantes Laura Branigan y Joe Esposito. Apareció en la banda sonora de la película Coming to America y se lanzó en los Estados Unidos como el segundo sencillo después de la canción principal de The System. El sencillo de 7" incluía una canción inédita de Branigan titulada «Believe in Me» como Lado B. 

## Lista de canciones
| 7" single |                                               |          |  |
| N.º       | Título                                        | Duración |  |
| 1.        | «Come into My Life»                           | 4:39     |  |
| 2.        | «Believe in Me» (performed by Laura Branigan) | 4:46     |  |

| CD single – Promo |                                    |          |  |
| N.º               | Título                             | Duración |  |
| 1.                | «Come into My Life» (Edited remix) | 4:09     |  |
| 2.                | «Come into My Life» (Instrumental) | 4:12     |  |